# Au nom de l'amitié
Au nom de l'amitié (Christmas in Canaan) est un téléfilm de Noêl américain réalisé par Neill Fearnley et diffusé le 12 décembre 2009 sur Hallmark Channel.
Une suite, Un Noël plein d'espoir (Christmas Comes Home to Canaan), a été diffusée en décembre 2011.

## Synopsis
Au Texas, dans les années 1960, deux garçons l'un blanc et l'autre noir apprennent à se connaitre grâce à leurs familles respectives.

## Fiche technique
- Titre original : Christmas in Canaan
- Genre : téléfilm
- Durée : 96 minutes
- Musique : John Sereda
- Scénariste : Donald Davenport
- Réalisateur : Neill Fearnley
- Date de sortie : 2009

## Distribution
- Billy Ray Cyrus : Daniel Burton
- Emily Tennant : Sarah
- Jacob Blair : D.J.
- Matt Ward : Rodney
- Ben Cotton : Jake Hammer
- Tom McBeath : Earl
- Brendan Meyer (en) : Bobby
- Nico McEown : Jimmy Ray